# 周源 (成化進士)
周源（1442年—？），字子浚，福建泉州府同安人，軍籍，明朝官员，成化戊戌進士。

## 生平
成化十年（1464年），福建甲午乡试中舉。成化十四年（1468年），登戊戌科進士，任石埭县知縣。后擔任兵部车驾司主事，升任兵部員外郎、兵部郎中，卒於任內。

## 家族
曾祖周公甫。祖父周廷吉。父周用信。母王氏。具慶下。娶陳氏。